# ケンタッキー・ワイルドキャッツ

ケンタッキー・カラーのSECのロゴ

ケンタッキー・ワイルドキャッツ（英語: Kentucky Wildcats、略称: UK）は、アメリカ合衆国ケンタッキー州レキシントンに本部を置くケンタッキー大学のスポーツ競技チーム。NCAAディビジョンIのサウスイースタン・カンファレンス（SEC）に所属している。

## 概要
19種目の競技チームで構成されている。男子バスケットボールチームが全米大学の中でも屈指の強豪と知られており、勝利数の2,320勝（2020-2021シーズン終了時）は全米大学体育協会（NCAA）のディビジョンIにおいて全米第1位であり、史上最高の勝率（.762）を収めている。1948年、1949年、1951年、1958年、1978年、1996年、1998年、2012年の合計8度全米制覇を成し遂げており、こちらはUCLAに次ぐ第2位。2019年時点で、107名のNBA選手を輩出している。
ワイルドキャッツのファンからはしばしばビッグブルーネーション（Big Blue Nation）と呼ばれ、最大のライバル校はルイビル大学である。
所属するSECはアメフトの大学最強リーグとして名高く、同リーグ所属の12校を「10校のアメフト大学と1校のバスケ大学に1校の勉学校」と揶揄する言葉もある。このうちバスケ大学がケンタッキー大学のことであり、勉学校はテネシー州にある私立の名門、ヴァンダービルト大学を指している。

## 競技チーム
| 男子スポーツ                            | 女子スポーツ     |
| --------------------------------------- | ---------------- |
| 野球                                    | バスケットボール |
| バスケットボール                        | クロスカントリー |
| クロスカントリー                        | ゴルフ           |
| フットボール                            | 体操             |
| ゴルフ                                  | ソフトボール     |
| サッカー                                | サッカー         |
| 水泳・飛込                              | チアリーディング |
| テニス                                  | 水泳・飛込       |
| 陸上†                                   | テニス           |
|                                         | 陸上†            |
|                                         | バレーボール     |
| 男女混合スポーツ                        |                  |
| ライフル射撃                            |                  |
| †屋外競技チームと室内競技チームがある。 |                  |

### バスケットボール
1890年代頃から、ケンタッキー大学の学生たちは、近隣の大学とフットボールの試合を組むようになった。バスケットボールは1902年に女子プログラムから始まり、1年後に男子チームも加わった。数十年後の1930年、当時高校でコーチをしていたアドルフ・ラップが同大学のヘッドコーチに採用され、1972年まで40年以上にわたるキャリアを積んだ。在任中、ワイルドキャッツを1948年、1949年、1951年、1958年の4度のNCAA王座に導いた。その後、1978年にジョー・B・ホール、1996年にリック・ピティノ、1998年にオーランド・タビー・スミス、そして2012年にジョン・カリパリコーチのもとで全米チャンピオンを果たしている。カリパリは2009-10シーズンから監督を務めている。

#### 主な出身選手

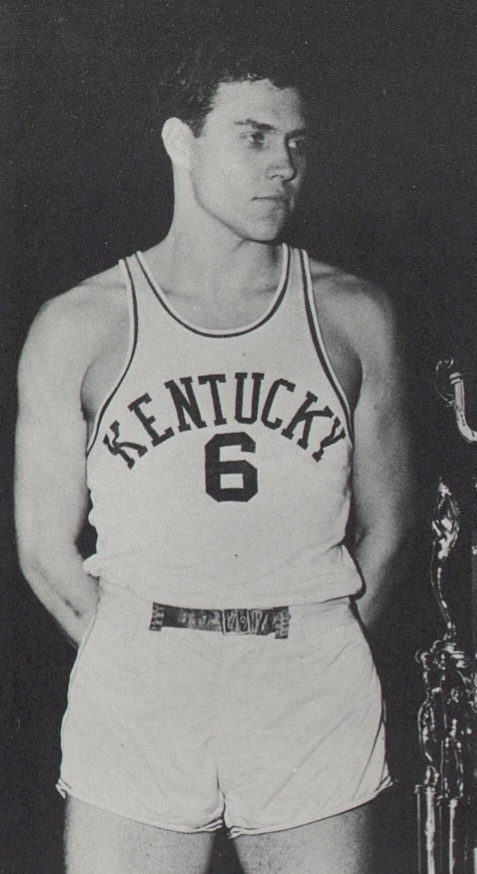
クリフ・ヘイガン

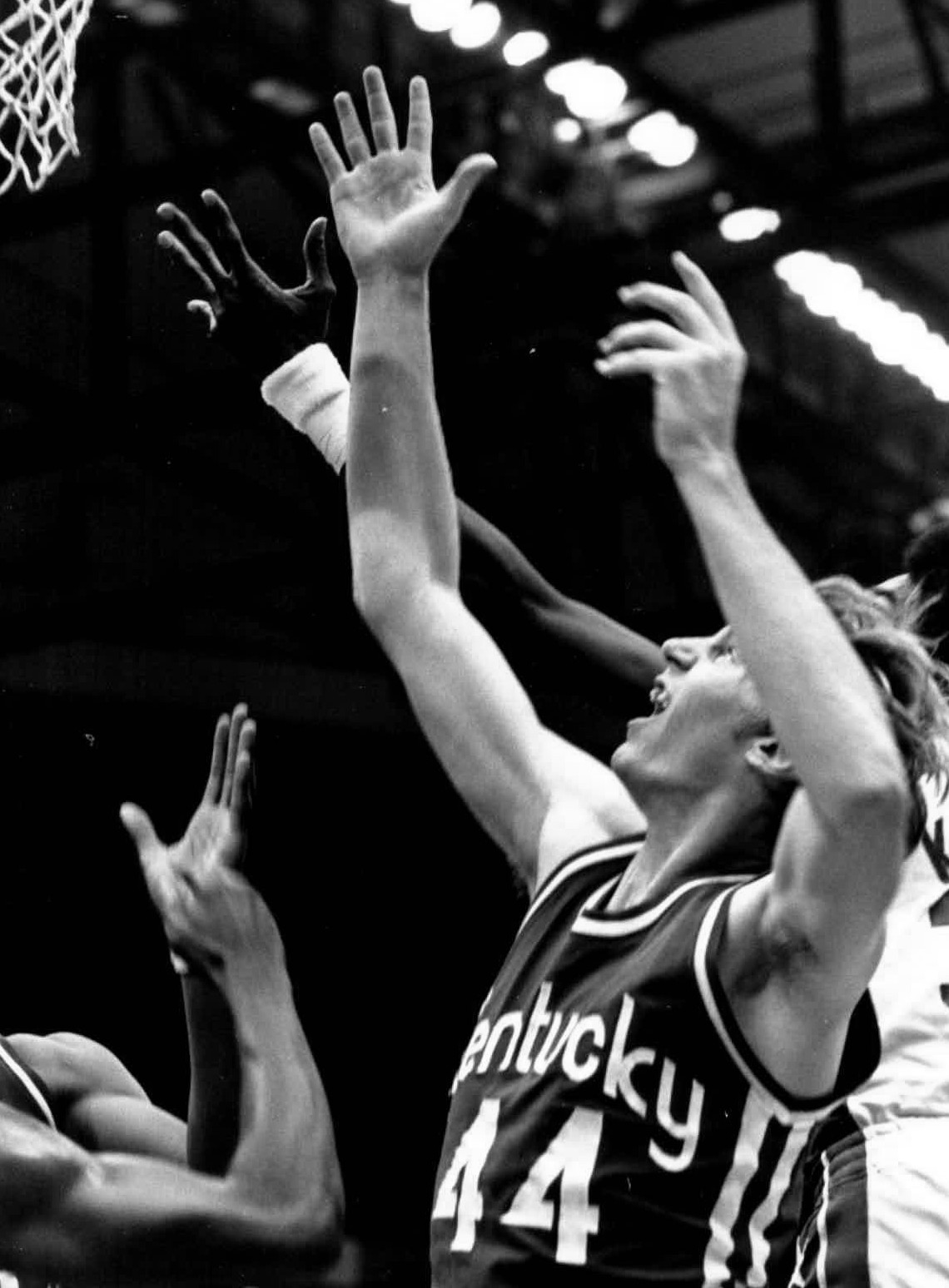
ダン・イッセル

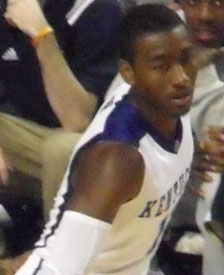
ジョン・ウォール

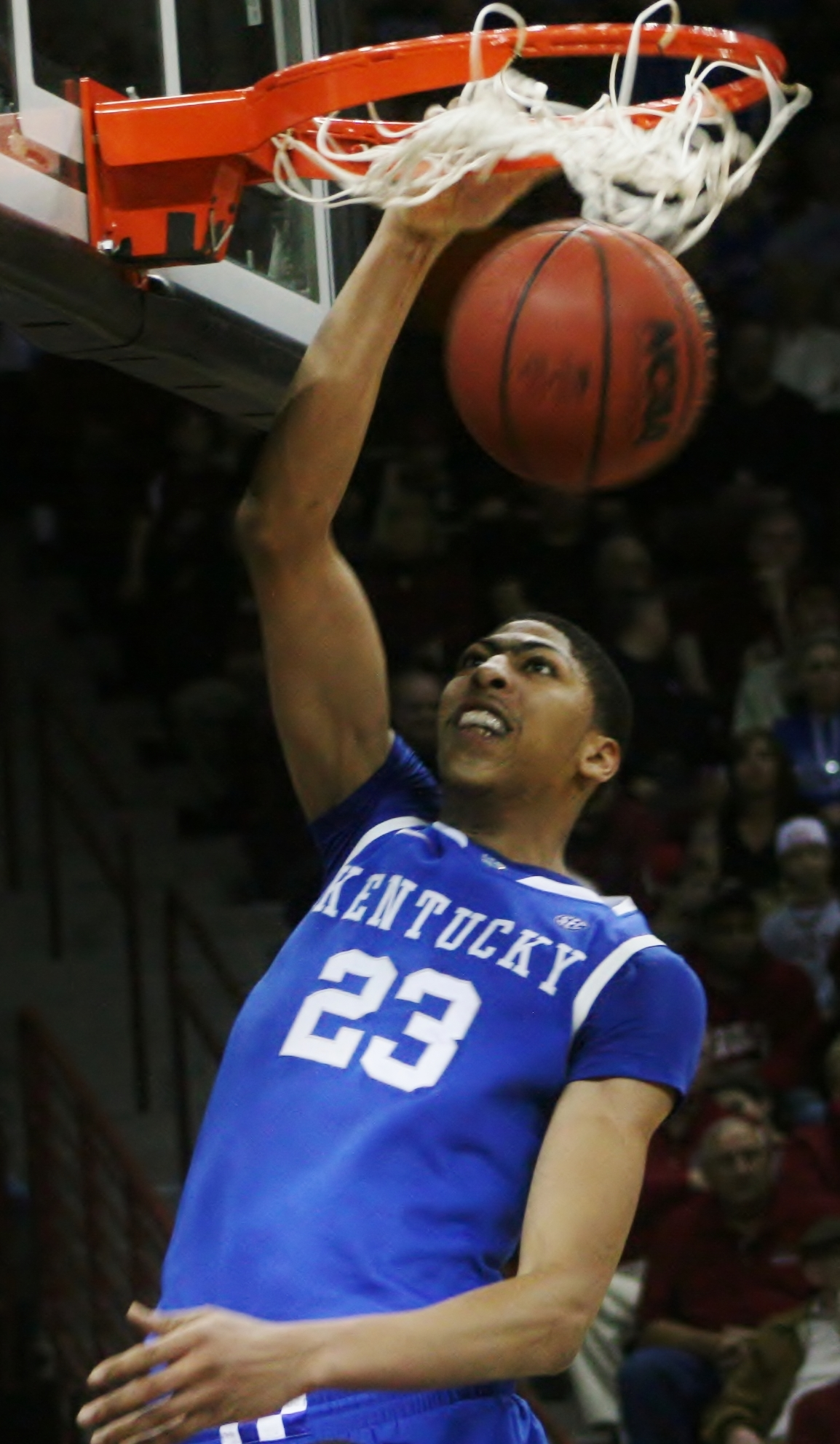
アンソニー・デイビス

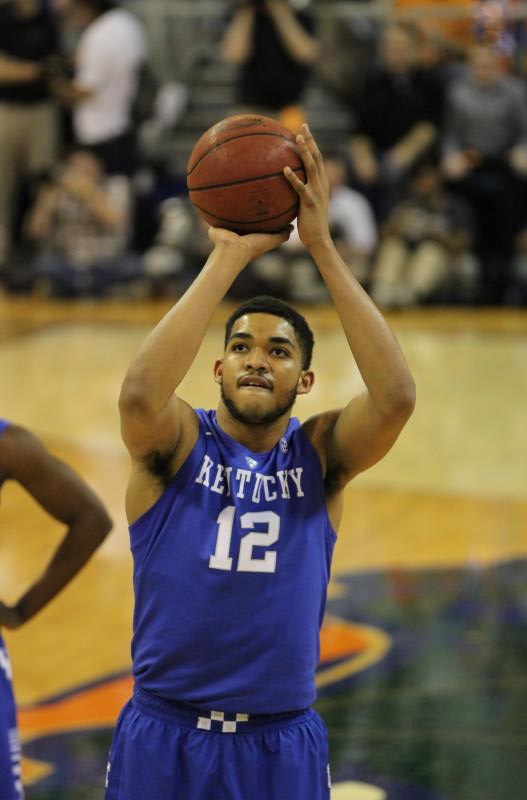
カール＝アンソニー・タウンズ

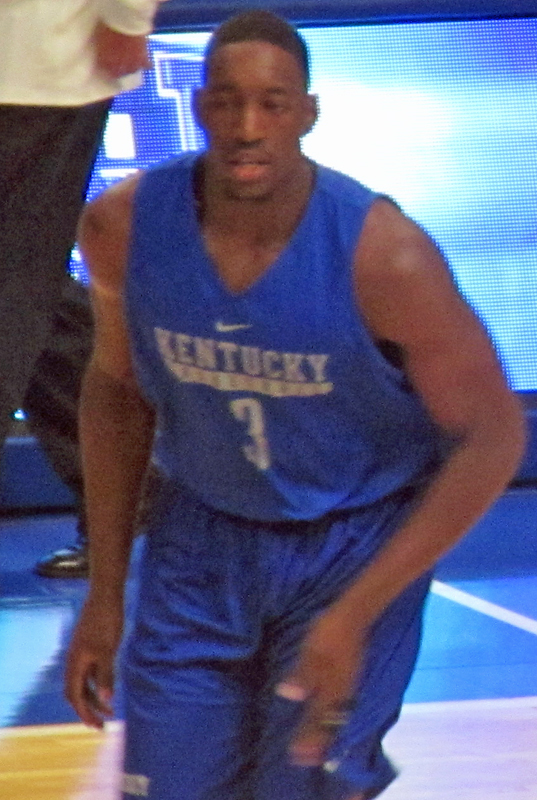
バム・アデバヨ

2021年に行われたNBAドラフトの終了時点で、これまでにワイルドキャッツ出身の選手は1巡目で55名が指名されており、これは全米大学の中で1位である。
主な出身選手として、バム・アデバヨ、ダン・イッセル、アントワン・ウォーカー、ジョン・ウォール、デマーカス・カズンズ、マイケル・キッド＝ギルクリスト、ショーン・ケンプ、アンソニー・デイビス、ブランドン・ナイト、ナーレンズ・ノエル、サム・ブーイ、ディアロン・フォックス、デビン・ブッカー、テイショーン・プリンス、タイリース・マキシー、クリフ・ヘイガン、ジャマール・マッシュバーン、ジャマール・マレー、パット・ライリー、ジュリアス・ランドル、ラジョン・ロンドなどが挙げられる。

#### 男子

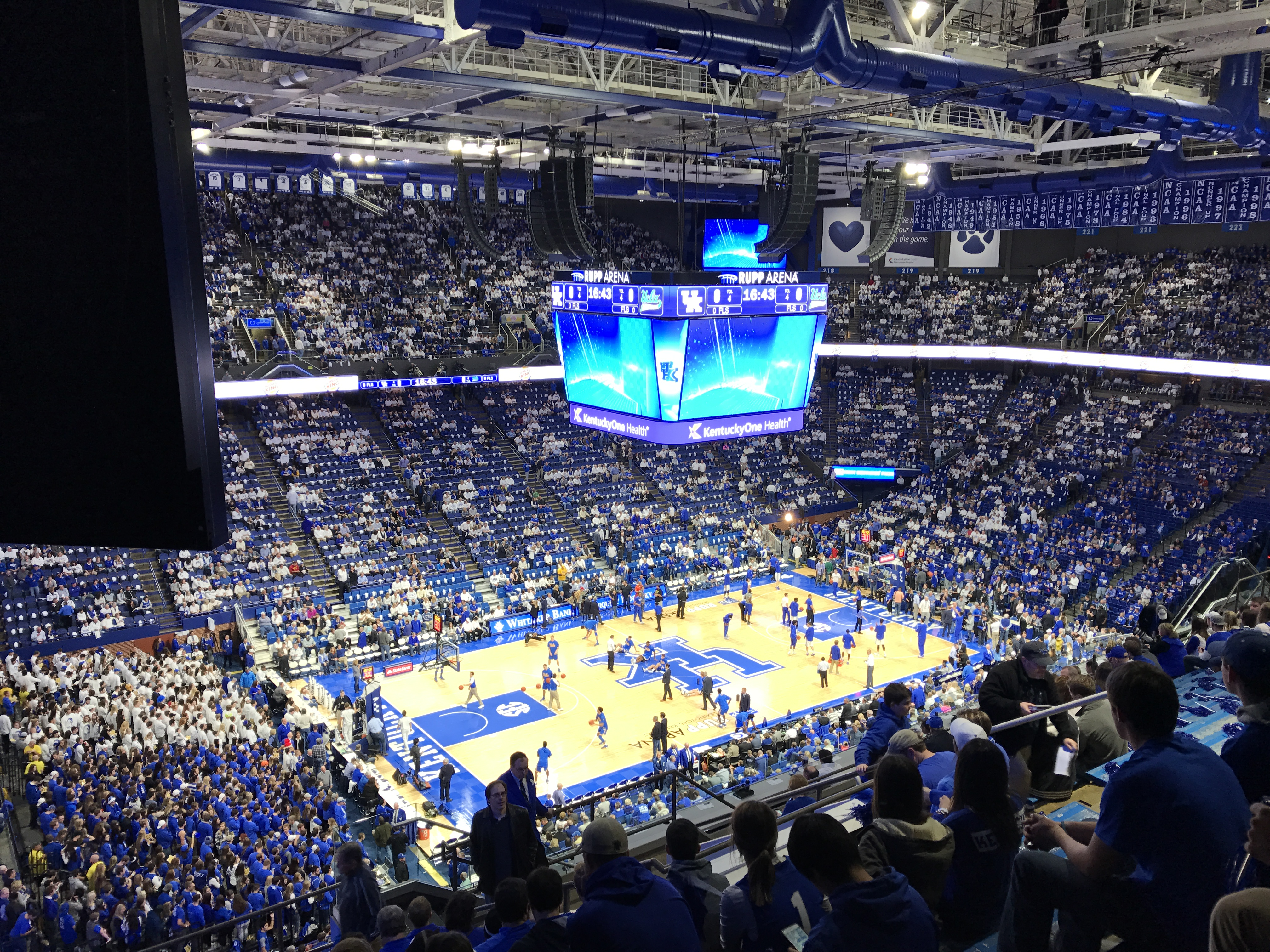
ラップ・アリーナ

ケンタッキー大学男子バスケットボールは、全米大学の中でも傑出した名門校として知られ、カレッジ・バスケットボール史上最も勝利数の多いプログラムとなっている。2009年12月21日にドレクセル大学戦で勝利したことにより、ディビジョンIのチームとして史上初の通算2000勝を達成している。また、2020-21シーズン終了時点で通算2327勝728敗で歴代最高勝率（.761）を誇り、NCAAの全大学でトップである。AP通信、ブリーチャー・レポートやCBSスポーツのスポーツ専門紙が発表した「史上最も偉大なカレッジバスケットボールプログラム」において、UCLAブルーインズやノースカロライナ大学ターヒールズ、カンザス大学ジェイホークスなどの名だたる名門校を上回る、1位にランクインしている。
これまでに、NCAA男子ディビジョンIバスケットボール選手権を合計8回制覇しており、UCLAの11回に次いで2番目に多い記録となっている。UKの8回の優勝は、1948年、1949年、1951年、1958年のアドルフ・ラップ、1978年のジョー・B・ホール、1996年のリック・ピティーノ、1998年のタビー・スミス、2012年のジョン・カリパリの5人の監督によってもたらされたものである。1933年と1954年はヘルムズ・ナショナル・チャンピオンシップを受賞し、1934年、1947年、1948年には、プレモ＝ポレッタ・パワー世論調査によって遡ってナショナル・チャンピオンと認定された。また、1946年と1976年の2度のNITチャンピオンに輝き、SECのレギュラーシーズンでは45回の優勝を果たしている。2009-10シーズン以降、ジョン・カリパリは、2010年のNBAドラフト1巡目指名選手5名、2012年のNBAドラフト指名選手6名を含む、1年生を中心としたラインナップを生み出し、「ワン・アンド・ダン（one-and-done）」方式でワイルドキャッツを指導してきた。

#### 女子
ケンタッキー大学初の女子バスケットボールチームは1902年に結成され、1903年2月21日に初戦を迎えた。しかし、1924年に大学上院は、「バスケットボールは男子にとって激しいスポーツであることが証明されており、女子には激しすぎる 」という理由で、女子バスケットボール廃止の法案を可決した。1974年、50年ぶりに女子バスケットボールが正式種目となり、チームは「レディ・キャッツ」のニックネームで呼ばれ、デビー・ヨウが監督を務めた。
1982年、UK歴代得点王のヴァレリー・スティル、パティ・ジョー・ヘッジズ、リー・ワイズが率いるレディ・キャッツはSECトーナメントを制覇した。翌年も同じトリオがチームを率いて、チーム史上最高の全米ランキング4位を獲得した。

### フットボール

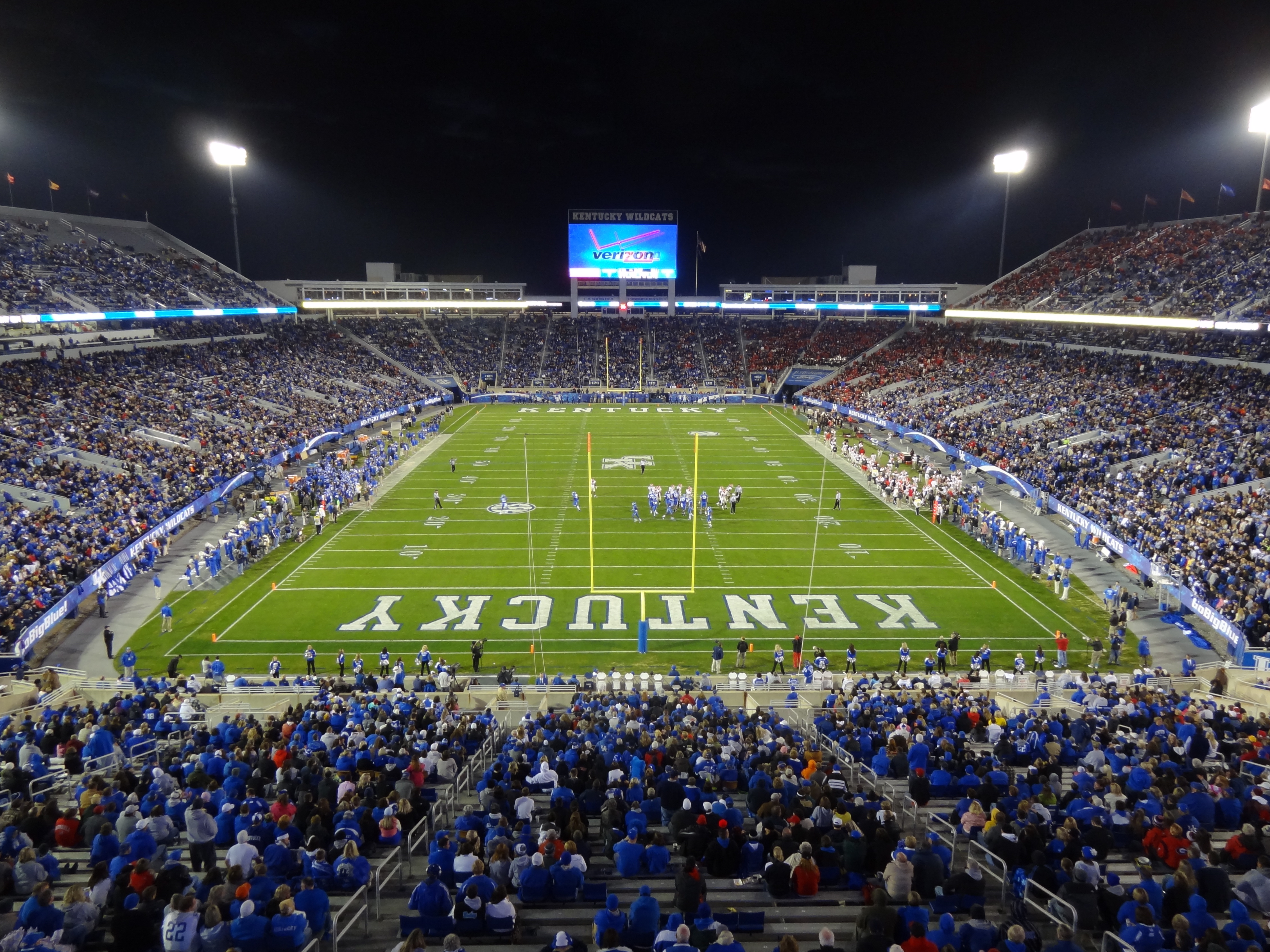
コモンウェルス・スタジアム - ジョージア大学戦にて (2012年10月)

ケンタッキー大学フットボールチームは、1973年にストール・フィールドに代わって建設されたクローガー・フィールド（1973年から2017年までは旧コモンウェルス・スタジアム）でホーム試合を行っている。
ポール・"ベア"・ブライアントの時代
ポール・ブライアントは、8シーズンにわたり同大学のヘッドコーチを務めた。ブライアントの指揮の下、ワイルドキャッツは1947年のグレートレイクスボウルで優勝、1950年のオレンジ・ボウルでは敗れたが、1951年のシュガーボウルと1952年のコットンボウルクラシックで優勝した。AP最終世論調査では、1949年に11位、1950年に7位、1951年に15位、1952年に20位、1953年に16位にランクインしている。
フラン・クルチの時代
1976年のワイルドキャッツはフラン・カーチ監督の下、後にミシシッピ州立大学が剥奪した敗戦を遡及してサウスイースタン・カンファレンス・チャンピオンのシェアを獲得し（カンファレンス・チャンピオンのジョージア大学にホームで敗れたものの）、ピーチボウルで優勝、最終AP世論調査で18位となったのである。1977年は10勝1敗でSEC戦は無敗だったが、AP投票で6位となったものの、NCAAの制裁によりボウルゲームには出場しなかった。また、ケンタッキー大学はレギュラーシーズン中にペンシルベニア州立大学に勝利していたにもかかわらず、ペンシルベニア州立大学は5位で終了した。

## 全米大学選手権優勝
（）内は優勝回数を示す。
- 男性 (8)
  - バスケットボール (8)：1948年、1949年、1951年、1958年、1978年、1996年、1998年、2012年
- 女性 (2)
  - クロスカントリー (1)：1988年
  - バレーボール (1)：2020年
- 男女混合 (3)
  - ライフル (3)：2011年、2018年、2021年